# Астралит
Астралит — особый сорт декоративного стекла, который был получен немецким химиком Максом фон Петтенкофером в XIX веке.
Близко стоит к гематонопу и употребляется в основном для выделки различных украшений. Астралит получается сплавлением 80 частей кремнезёма, 120 частей окиси свинца, 72 частей соды, 18 частей безводной буры, 24 частей медной и 1 части железной окалины.
После шлифования стекло представляет почти чёрную массу с включёнными в ней голубоватыми мерцающими кристалликами, которая при проходящем солнечном свете кажется явственно красной.
Голубоватое дихроичное мерцание на тёмном фоне напоминает блеск звёзд на ночном небе, отчего сплав и получил своё название.
Астралит имеет немало сходного с авантюриновым стеклом, изобретённым в XVII веке в Венеции.